# Image and Scanner Interface Specification
ISIS (voluit Image and Scanner Interface Specification) is een industriestandaard om data via een scanner in een computer in te lezen. Het is een alternatief voor het bekendere TWAIN.
Terwijl TWAIN bedoeld is voor desktop-pc's en thuisscanners, werd ISIS ontwikkeld voor het professioneel gebruik. 
Het werkt (meestal) via een snelle SCSI-interface, en is sneller en heeft meer mogelijkheden dan TWAIN.  
ISIS wordt sinds 1990 ontwikkeld en onderhouden door een commerciële firma, EMC Captiva, voorheen Pixel Translations geheten, terwijl TWAIN door een industriecomité wordt ontwikkeld en onderhouden.
De meeste (document)scanners kunnen tegenwoordig met beide scan-interfaces overweg.